# 钩子木属
钩子木属（学名：Rostrinucula）是唇形科下的一个属，为灌木植物。该属共有钩子木（R. dependens）及长叶钩子木（R. sinensis）两种，分布于中国湖北、湖南、广西、贵州、云南、四川及陕西。